# Delia Bacon
 (février 2020).
Pour les articles homonymes, voir Bacon.
Delia Salter Bacon (2 février 1811 - 2 septembre 1859) est une dramaturge et nouvelliste américaine, également spécialiste de Shakespeare. Elle est surtout connue pour son travail sur la paternité des œuvres de Shakespeare, qu'elle a attribuée à des réformateurs sociaux, notamment Francis Bacon, Sir Walter Raleigh et d'autres.
Les recherches menées par Delia Bacon à Boston, New York et Londres ont conduit à la publication de son ouvrage majeur sur le sujet, The Philosophy of the Plays of Shakspere Unfolded. Elle compte parmi ses fervents soutiens les auteurs Harriet Beecher Stowe, Nathaniel Hawthorne et Ralph Waldo Emerson, qui l'a qualifiée, au moment de sa mort, de « plus grande productrice littéraire américaine des dix dernières années ».

## Biographie
Bacon est née dans une cabane, à la frontière de Tallmadge dans l'Ohio ; elle est la plus jeune fille d'un ministre de congrégation qui, à la poursuite d'une vision, a abandonné New Haven pour l'Ohio. L'aventure est rapidement un fiasco et la famille retourne en Nouvelle-Angleterre, où son père décède peu de temps après. En raison de la pauvreté de leurs finances, seul le frère aîné Leonard peut suivre un enseignement supérieur, à Yale, tandis que l'éducation scolaire de Delia Bacon prend fin quand elle a quatorze ans.
Dès 15 ans, soutenue par la pédagogue Catharine Beecher, sœur de l'écrivaine Harriet Beecher Stowe, elle enseigne dans des écoles du Connecticut, du New Jersey et de New York puis, jusqu'en 1852 environ, devient une conférencière professionnelle distinguée, dirigeant, dans diverses villes de l'Est des États-Unis, des cours d'histoire et de littérature destinés aux femmes, selon des méthodes qu'elle a conçues. À 20 ans, en 1831, elle publie anonymement son premier livre, Tales of the Puritans, composé de trois longues histoires sur la vie coloniale. En 1832, elle l'emporte sur Edgar Allan Poe pour un prix de la nouvelle parrainé par le Saturday Courier de Philadelphie.
En 1836, elle s'installe à New York et devient une passionnée de théâtre. Elle y rencontre peu de temps après la principale actrice shakespearienne Ellen Tree (en), et la persuade de jouer le rôle principal dans une pièce qu'elle a écrite, composée en partie en vers blancs (non rimés), intitulée The Bride of Fort Edward ; elle est adaptée de son histoire primée, Love's Martyr, à propos de Jane McCrea. La pièce, cependant, ne sera jamais jouée, en partie à cause de la santé de Bacon et des critiques sévères de son frère. Elle sera publiée sous l'anonymat en 1839 (avec une note affirmant que ce n'est « pas une pièce »). Le texte est reçu favorablement par le Saturday Courier et Edgar Allan Poe, mais sera un échec commercial.
De retour à New Haven, Bacon fait la connaissance, en 1846, d'Alexander MacWhorter , un pasteur formé à Yale qui loge dans le même hôtel. Le temps passé en compagnie l'un de l'autre et un voyage à Northampton vont convaincre bon nombre de l'inconvenance de leur relation. MacWhorter refuse de l'épouser et la quitte, nuisant gravement à la réputation de Delia Bacon. Il est traduit devant le tribunal ecclésiastique par le frère de Bacon, Leonard, pour « conduite déshonorante », mais est acquitté lors d'un vote à 12 voix contre 11.  L'opinion publique contraint Bacon à quitter New Haven pour l'Ohio, tandis que Catherine Beecher, qui habitait le même hôtel avec sa sœur, écrit un livre pour défendre sa conduite.  

## Théorie de l'auctorialité de Shakespeare
Delia Bacon se retire de la vie publique et cesse les conférences dès 1845 : elle commence des recherches intensives en faveur d'une théorie qu'elle a développée concernant la vraie identité de Shakespeare, dont elle trace les grandes lignes en octobre de la même année. Cependant, une décennie s'écoulera avant que son livre The Philosophy of the Plays of Shakespeare Unfolded (1857) ne soit publié. Au cours de ces années, elle se lie d'amitié avec Nathaniel Hawthorne et Ralph Waldo Emerson et, grâce à un mécénat, part voyager pour ses recherches en Angleterre ; puis, en mai 1853, elle rencontre Thomas Carlyle, qui, bien qu'intrigué, pousse des hurlements en entendant son exposé. 
C'est l'apogée de l'Exégèse historico-critique de la Bible, qui défend l'hypothèse documentaire, reposant sur une auctorialité multiple de la Bible, et plus généralement sur la nature composite des chefs-d'œuvre comme ceux attribués à Homère. C'est aussi une période de montée de la bardolâtrie, de la déification du génie de Shakespeare et d'une vénération généralisée, presque hyperbolique, pour le génie philosophique de Francis Bacon. Delia Bacon est influencée par ces courants. Comme beaucoup de son temps, elle aborde les drames shakespeariens comme des chefs-d'œuvre philosophiques écrits pour une société aristocratique fermée, constituée de courtisans et de monarques, et peine à croire qu'ils aient pu être écrits à des fins commerciales ou pour un public populaire.  
Intriguée par l'écart entre les simples faits de la vie de William Shakespeare et sa vaste production littéraire, elle a l'intention de prouver que les pièces attribuées à Shakespeare ont été écrites par un collectif d'auteurs, dont Francis Bacon, Sir Walter Raleigh et Edmund Spenser, dans le but d'inculquer un système philosophique dont ils ne pouvaient assumer publiquement la responsabilité. Elle veut découvrir ce système sous la surface des pièces. Grâce à son amitié avec Samuel Morse, une autorité en matière de codes et de cryptage pour le télégraphe, elle découvre l'intérêt de Francis Bacon pour les chiffres secrets, ce qui inspire sa propre approche de la question de l'auctorialité.
James Shapiro (en) analyse les motivations de sa recherche à la fois en termes de tensions culturelles avec son milieu d'origine et comme conséquence d'une crise intellectuelle et émotionnelle qui s'est déroulée alors qu'elle rompait avec son éducation puritaine et développait une relation confidentielle profonde avec un voisin de chambre, Alexander MacWhorter, jeune diplômé en théologie de Yale, qui a ensuite été interrompue par son frère. MacWhorter fut absous de sa culpabilité lors d'un procès ecclésiastique, dont le verdict entraîna une rupture entre Delia et ses collègues congrégationistes.

Sa théorie avance que la quatrième partie manquante du chef-d'œuvre inachevé de Bacon, l'Instauratio Magna aurait survécu à travers les pièces attribuées à Shakespeare. La raison pour laquelle Francis Bacon aurait été contraint d'écrire sous la forme du genre dramatique n'est pas claire, mais Delia Bacon soutient que les grandes pièces naquirent de l'effort collectif :

d'un petit groupe de politiciens déçus et vaincus, qui s'étaient engagés à diriger et organiser l'opposition populaire contre le gouvernement et avaient été contraints de se retirer de cette entreprise. . . Poussés hors du champ politique, ils en investirent un autre, le théâtre, et combattirent en secret.  
Ce cénacle opposé au « despotisme » de la reine Elizabeth et du roi Jacques, se composait de Francis Bacon, Walter Ralegh et, pour autant que Shapiro puisse le distinguer dans ses écrits quelque peu confus, peut-être Edmund Spenser, Lord Buckhurst et le comte d'Oxford : en tant que républicains engagés contre la tyrannie, ils auraient employé l'écriture dramatique pour s'adresser aux dirigeants et aux gouvernés. Delia Bacon avait, d'après la lecture de Shapiro, un « programme révolutionnaire », qui consistait à renverser les mythes des pères fondateurs de l'Amérique et l'héritage puritain. 

L'attitude sceptique de Bacon à l'encontre de la vision orthodoxe de l'auctorialité shakespearienne lui valut le mépris durable de beaucoup, tel le critique littéraire et chercheur shakespearien Richard Grant White (en). Cependant, le philosophe Ralph Waldo Emerson l’aida à publier son premier essai sur la question shakespearienne dans le numéro de janvier 1856 de la revue Putnam ’s Monthly : 
 Comment pouvons-nous entreprendre de rendre compte des miracles littéraires de l'Antiquité, alors que ce grand mythe des temps modernes se trouve toujours à notre porte, incontesté ? Ce vaste phénomène, magique et inexpliqué, que notre époque a produit sous nos propres yeux, semble être, en effet, la seule chose à laquelle notre rationalisme moderne ne doit pas se mêler. Car, ici, les critiques eux-mêmes voilent encore leurs visages, remplissant l'air d'énoncés mystiques qui semblent dire que, pour ce sanctuaire au moins, aux pas de la raison commune et du bon sens, l'accès est interdit. 
Emerson, qui admirait beaucoup Bacon et qui était sceptique quant à ses affirmations, a écrit qu'elle aurait besoin d'« instruments enchantés, voire de l'alchimie elle-même, pour fondre en une seule identité ces deux hommes célèbres » et a rétrospectivement remarqué que l'Amérique n'avait que deux « producteurs » dans les années 1850, « Notre sauvage Whitman, avec une réelle inspiration mais contrôlé par [un] abdomen titanesque ; et Delia Bacon, avec génie, mais folle et accrochée comme une tortue au sol anglais ». Bien qu'il ait été intrigué par sa perspicacité dans sa lecture des pièces, il était plus sceptique concernant le « chiffre magique » que Bacon a décrit sans jamais apporter la preuve de son existence. 
Selon Whitman, qui avait lui-même le plus grand franc-parler parmi les anti-Stratfordiens du 19e siècle, elle était « la femme la plus douce, éloquente et talentueuse… que l'Amérique ait produite jusqu'à présent… et bien sûr, très détachée de ce monde, comme peut l'être une femme qui se destine à affronter toute la clique littéraire, la cruelle, digne, raffinée clique orthodoxe, gavée de littérature — adorant la tradition, inconsciente de la lumière du soleil qui, en toute honnêteté, éclaire ce jour. ». 

## L'héritage de Bacon
Bien que Delia Bacon soit toujours considérée par de nombreux chercheurs littéraires comme une folle, quintessence du personnage d'Hester Prynne dans La Lettre écarlate, des travaux récents remettent en question cela, rétablissant le point de vue favorable à Bacon émis par Emerson, Hawthorne et Whitman: 
 « Pendant trop longtemps, les critiques l'ont dépeinte comme une figure tragi-comique, poursuivant aveuglément une mission fantastique dans l'obscurité et l'isolement, pour finir dans le silence et la folie… cela ne veut pas dire que le cliché est sans fondement. Au contraire, sa triste histoire a établi un archétype dans la recherche de l'auctorialité de Shakespeare dans son ensemble - ou au moins pour une partie de celle-ci: une poursuite de la vérité, détachée des contingences, qui apporte des présents à un monde qui leur reste indifférent ou hostile. »
 James Shapiro soutient que sa lecture politique des pièces et son insistance sur l'écriture collaborative des œuvres  ont anticipé d'un siècle et demi les approches modernes : 
 « Si elle avait limité son argument à ces points au lieu de l'accompagner de considérations sur la façon dont Shakespeare ne pouvait pas les avoir écrits, il ne fait aucun doute qu'au lieu d'être rejetée comme une excentrique et une folle, elle serait saluée aujourd'hui comme la précurseuse du néo-historicisme, et la première à avoir soutenu que les pièces anticipaient les bouleversements politiques que l'Angleterre allait connaître au milieu du xviie siècle. Mais Delia Bacon ne pouvait pas s'arrêter là. Elle ne pouvait pas non plus admettre que les idées républicaines qu'elle repéraient dans les pièces de théâtre circulaient largement à l'époque et étaient aussi accessibles à William Shakespeare qu'à Walter Ralegh ou Francis Bacon. » 
 Elle est décédée à Hartford, Connecticut. Elle est enterrée au cimetière de Grove Street à New Haven, Connecticut.
Bacon et ses théories sont largement présentées dans le roman de Jennifer Lee Carrell (en), Interred with Their Bones (en).

## Œuvres
- Tales of the Puritans: The Regicides. The Fair Pilgrim. Castine, A. H. Maltby, 1831
- The Bride of Fort Edward, pièce de théâtre, 1839 (rééd. ebook, The Library of Alexandria)
- Historical lessons. : Miss Bacon proposes to the ladies of this city and its vicinity, a course of original instruction in history, to be given in a series of lessons, commencing in November..., [New York], Wm. C. Bryant & Co., printers, 18 Nassau St., [1852]
- William Shakespeare and His Plays: An Inquiry Concerning Them, G.P. Putnam, 1856
- The Philosophy of the plays of Shakspere unfolded, avec une préface de Nathaniel Hawthorne, Boston, Ticknor and Fields, 1857